# هوغو لوزاردي
هوغو لوزاردي (بالرومانية: Hugo Luz)‏ (24 فبراير 1982 بفارو في البرتغال - ) هو لاعب كرة قدم روماني في مركز الدفاع. شارك مع منتخب البرتغال تحت 21 سنة لكرة القدم. أما مع النوادي، فقد لعب مع إستريلا دا أمادورا ونادي بورتو ونادي جل فيسنتي ونادي فاسلوي ونادي مايا ‏ وFC Porto B ‏ ونادي أولهانينسي ونادي فارنزي.

## روابط خارجية
- هوغو لوزاردي على موقع قاعدة بيانات كرة القدم.إي يو (الإنجليزية)
- هوغو لوزاردي على موقع Soccerway.com (الإنجليزية)
- هوغو لوزاردي على موقع عالم كرة القدم.نت (الإنجليزية)